# Thảm sát Pazigyi
Ngày 11 tháng 4 năm 2023, Không quân Myanmar đã thảm sát ít nhất 165 người ở làng Pazigyi, 92 km về phía tây thành phố Mandalay, thành phố lớn thứ nhì ở Myanmar. Chiến đấu cơ và máy bay trực thăng của Không quân Myanmar đã tấn công một đám đông tụ tập làm lễ khai trương một văn phòng địa phương của phong trào đối lập. Đây là vụ tấn công đẫm máu nhất của hội đồng quân quản kể từ khi họ đoạt quyền lực trong cuộc đảo chính năm 2021.

## Bối cảnh
Ngày 1 tháng 2 năm 2021, các lực lượng vũ trang Myanmar đã tiến hành cuộc đảo chính và phế truất chính quyền dân cử do Liên minh Quốc gia vì Dân chủ dẫn đầu. Ngay sau đó, quân đội nước này đã thành lập một hội đồng quân quản, Hội đồng Hành chính Nhà nước, và tuyên bố trình trạng khẩn cấp quốc gia. Đáp lại động thái này, dân chúng khắp Myanmar đã biểu tình phản đối cuộc đảo chính.
Đến tháng 5 năm 2021, phong trào phản đối của phe dân sự đã leo thang thành cuộc nội chiến chống lại chính quyền quân quản, vốn không sẵn lòng nhượng bộ. Pazigyi nằm ở trung tâm theo đạo Phật của người Bamar, đã nhanh chóng trở thành một căn cứ của phong trào phản đối chống lại chính quyền quân quản. Làng nông nghiệp này có khoảng 233 hộ dân, nằm trong vùng Sagaing, giáp thành phố lớn thứ nhì nước này, Mandalay.